# Салча
Салча́ (рум. Salcia) — річка в Молдові, ліва притока річки Велика Салча.
Річка бере початок на південно-західній околиці села Сухат Кагульського району, протікає на південь та південний схід. Далі протікає територією Тараклійського району, впадає до річки Велика Салча біля села Виноградовка. Русло рівне, місцями слабко звивисте.
Над річкою розташовані такі села Тараклійського району: Рошица, Софієвка, Альбота-де-Сус, Альбота-де-Жос, Гиртоп, Салчія.